# Izlandiak
Izlandiaknak nevezzük Izland lakosságát, mely elsősorban skandináv normannoktól származik. Nyelvük, az izlandi, egy északi germán nyelv. Vallásuk túlnyomóan evangélikus.

## Izlandról
Izland fejlődése lassú léptékkel haladt, mivel nem kísérte a sziget korábbi urai, azaz Norvégia és Dánia részéről komoly érdeklődés. Meghatározta a fejlődést az a tény is, hogy földrajzi pozíciójából adódóan Izland és az izlandiak ritkán kerültek kapcsolatba más európai hatalmakkal, vagy népekkel.
A sziget 1918-ban nyerte el függetlenségét Dániától és 1944 óta köztársaság. Függetlenségük elnyerése óta Izland gyors modernizáción ment keresztül.

## Demográfia
Földrajzi izolációjuk miatt sokáig úgy gondolták, hogy Izland lakossága magas fokú genetikai homogenitással bír más európai populációkhoz képest. Az izlandi lakosság nagy részéről Izland betelepüléséig visszanyúló genealógiai adatok vannak. Ezeknek a családfáknak a kutatásán túl, az izlandiak genomjának vizsgálatára számos kutatás irányult mind a biotechnológiai vállalatok, mind az egyetemi és orvosi kutatók részéről.
Az egyik kutatás, mely a mitokondriális DNS-re, a vércsoportokra és az izoenzimekre irányult, meglepő, más európai népek genetikai diverzitásával összemérhető sokoldalúságot mutatott ki a populációban.
A mitokondriális DNS-vizsgálatok eredményei egybevágtak a geneológiai adatokkal, melyek a legtöbb izlandi származási helyének Skandináviát és a Brit-szigeteket jelölik meg, bár néhány más európai csoport közreműködését is kimutatták. Az alapítói hatás és a genetikai sodródás jellemzőbbek az izlandi génállományra, mint a környező populációkéra; ez végül is alátámasztja a populáció genetikai elszigeteltségét.

## Izlandiak a világ más részein

### Grönland
Grönland első európai származású lakosai az a kb. 500 izlandi volt, akiket Vörös Erik vezetett a szigetre a 10. század végén. Az ide települő népességszám a 15. századra elérte a 3000 lelket. Független intézmények is alakultak, azonban 1500-ra az itt kialakult európai kultúra letűnt. Míg a grönlandi kolónia lassan kihalt, a pápa 1492-ben küldöttséget küldött a szigetre.

### Észak-Amerika
A Vörös Erikről szóló legendák szerint az izlandiak vándorlása Észak-Amerikába egészen 1006-ig nyúlik vissza, amikor az izlandi Snorri települést megalapították Vinland földjén. Ezt a települést az izlandiak azonban már az 1020-as években elhagyták. Az Észak-Amerikába irányuló izlandi kivándorlás csak 800 évvel később folytatódott.
Az első nagyobb arányú népességmozgás 1855-ben indult meg, amikor egy kis izlandi csoport a Utah állambéli Spanish Fork városába települt. Az USA-ba és Kanadába irányuló vándorlás ezután az 1870-es években indult meg nagyobb léptékben, melynek során számos kivándorló a Nagy-tavak vidékén telepedett le. A legtöbben az Izlandon tomboló éhínség és túlnépesedés elől menekültek. Ma ezeken a területeken jelentős, izlandi eredetű közösségek élnek.
A legnagyobb izlandi eredetű kivándorlócsoport ma a kanadai Manitobában él, Gimli városában.

## Híres izlandiak
- Jón Þór Birgisson
- Björk
- Vigdís Finnbogadóttir
- Thorsteinn M. Jonsson
- Halldór Laxness
- Hilmar Örn Hilmarsson
- Magnús Scheving
- Unnur Birna Vilhjálmsdóttir

## Fordítás
- Ez a szócikk részben vagy egészben  az   Icelanders című angol Wikipédia-szócikk ezen változatának fordításán alapul.  Az eredeti cikk szerkesztőit annak laptörténete sorolja fel. Ez a jelzés csupán a megfogalmazás eredetét és a szerzői jogokat jelzi, nem szolgál a cikkben szereplő információk forrásmegjelöléseként.